# 混成競技

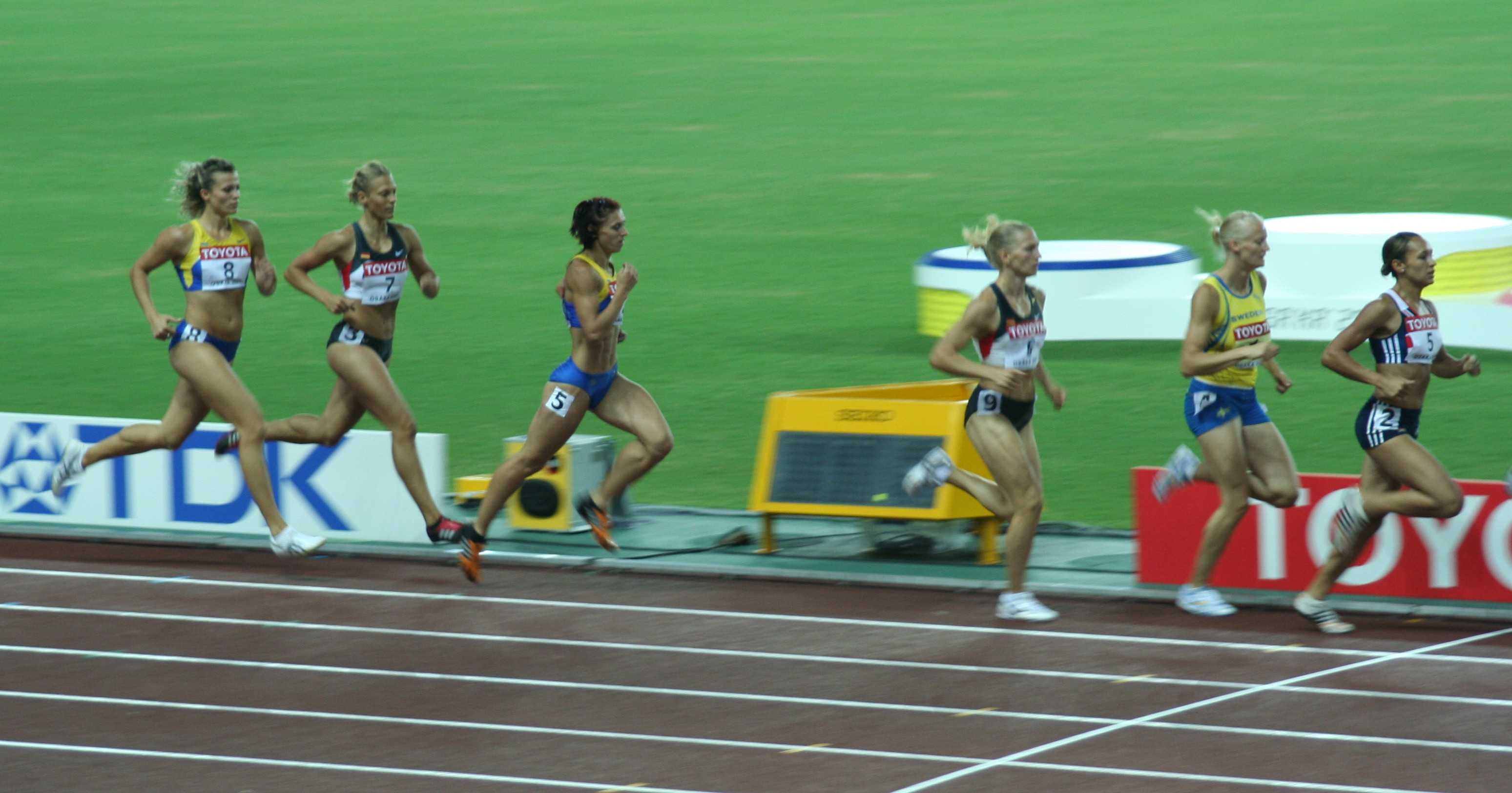
世界選手権大阪大会における女子七種競技800メートル競走の様子

混成競技（こんせいきょうぎ、英語: combined events）は、1人の競技者がさまざまなトラック&フィールドの競技に挑戦し、各々の実施競技の記録を点数に換算し、その合計得点を競う陸上競技種目。屋外では男子の十種競技と女子の七種競技が最もよく知られた種目である。陸上競技場の制約により、室内では実施競技数が削減され、男子は七種競技、女子は五種競技が一般的な開催種目となる。選手の成績は十種競技得点表のような国際基準に沿った得点換算法に従って得点化される。

## 主な混成競技の種目と実施競技
| 種目         | トラック | トラック | トラック | トラック | フィールド | フィールド | フィールド | フィールド | フィールド | フィールド |
| ------------ | -------- | -------- | -------- | -------- | ---------- | ---------- | ---------- | ---------- | ---------- | ---------- |
| 男子十種競技 | 100 m    | 400 m    | 1500 m   | 110 mH   | 走幅跳     | 走高跳     | 棒高跳     | 砲丸投     | 円盤投     | やり投     |
| 女子七種競技 |          | 200 m    | 800 m    | 100 mH   | 走幅跳     | 走高跳     |            | 砲丸投     |            | やり投     |
| 男子七種競技 | 60 m     |          | 1000 m   | 60 mH    | 走幅跳     | 走高跳     | 棒高跳     | 砲丸投     |            |            |
| 女子五種競技 |          |          | 800 m    | 60 mH    | 走幅跳     | 走高跳     |            | 砲丸投     |            |            |

## 追風参考記録
混成競技においても追風参考記録の判定がある。
2009年までは短距離・ハードル種目・跳躍種目で追風の影響を受ける種目について、いずれの種目も風速4.0m/s以内であれば合計得点を公認記録として認めるルールが取られており、１種目でも風速4.1m/s以上の記録があった場合は、合計得点自体が参考記録となっていた。

（種目単体の記録としては、従来どおり風速+2.0m/sを超える場合は参考記録となる）

2010年よりルールが改正され、個々の種目で計測された風速を合計し、その平均風速が+2.0m/s以内である場合は公認記録として認めるというルールに変更されている。

### 改正後の一例（女子七種競技の場合）
| 選手  | 100mH        | 200m         | 走幅跳      | 平均風速の判定                                                                                         |
| ----- | ------------ | ------------ | ----------- | --- |
| 選手A | 14"00 (+2.0) | 25"40 (+1.5) | 4m50 (+1.0) | 平均風速は+1.5m/sになり、七種競技としては公認記録となる                                                |
| 選手B | 14"30 (+1.0) | 26"40 (+1.5) | 5m60 (+3.8) | 平均風速は+2.1m/sになり、七種競技としては参考記録となる ※種目単体としては走幅跳のみ追風参考記録となる  |
| 選手C | 14"19 (+2.3) | 25"10 (+2.1) | 5m00 (-3.5) | 平均風速は+0.9m/sになり、七種競技としては公認記録となる ※種目単体としては走幅跳のみ公認記録となる      |
| 選手D | 13"99 (+1.9) | 25"02 (+1.9) | 5m20 (+2.3) | 平均風速は+2.1m/s（2.033...）になり、七種競技としては参考記録となる ※小数点第1以下は切り上げて判定する |

## 主な競技会
- IAAF混成競技チャレンジ（英語版）
- ヨーロッパカップ混成競技（英語版）
- 日本陸上競技選手権大会混成競技
- 日本ジュニア陸上競技選手権大会混成競技